# Trophée Richmond
Le Trophée Richmond (Richmond Trophy en anglais) est une compétition internationale de patinage artistique de simple dames, organisée chaque année de 1949 à 1980, généralement à l'automne, à la patinoire de Richmond à Twickenham dans la banlieue de Londres au Royaume-Uni.

## Histoire

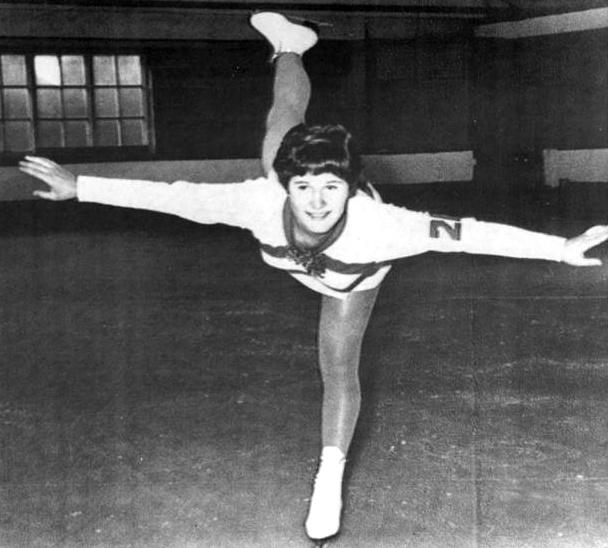
Zsuzsa Almássy au Trophée Richmond le 8 novembre 1965.

Le Trophée Richmond a la particularité de ne proposer qu'une seule compétition chaque année, pour la catégorie des Dames, de 1949 à 1980. Les catégories des Messieurs, des couples artistiques et de la danse sur glace en sont donc exclues. C'est la seule compétition internationale des années d'après guerre à être sur invitation (par opposition aux grands championnats internationaux de l'Union internationale de patinage).
La compétition est parrainée par la fédération britannique (National Skating Association) et est en grande partie due à l'activité d'Arnold Gerschwiler, entraîneur de nombreux champions à la patinoire de Richmond.
Lors du dernier événement en novembre 1980, la participation n'est plus que de onze concurrentes, ce qui est attribué à des conflits de dates avec le nombre croissant d'autres compétitions internationales telles que le Skate Canada (créé en 1973) ou le Skate America (créé en 1979). De plus, la fédération britannique a lancé deux ans auparavant une autre compétition internationale, la St. Ivel International, également tenue à la patinoire de Richmond, mais plus tôt dans la saison, et comprenant des compétitions dans les quatre disciplines du patinage. En conséquence, l'événement du Trophée Richmond, réservé aux Dames, est interrompu après 1980.

## Palmarès
| Liste des médaillées | Liste des médaillées | Liste des médaillées | Liste des médaillées   |
| -------------------- | -------------------- | -------------------- | ---------------------- |
| Années               | Or                   | Argent               | Bronze                 |
| 1949                 | Jeannette Altwegg    | Barbara Wyatt        | Jiřina Nekolová        |
| 1950                 | Jeannette Altwegg    | Barbara Wyatt        | Valda Osborn           |
| 1951                 | Barbara Wyatt        | Valda Osborn         | Helga Dudzinski        |
| 1952                 | Yvonne Sugden        | Lidy Stoppelman      | Doreen Spowart         |
| 1953                 | Yvonne Sugden        | Anne Robinson        | Lidy Stoppelman        |
| 1954                 | Patricia Pauley      | Sjoukje Dijkstra     | Clema Cowley           |
| 1955                 | Yvonne Sugden        | Joan Haanappel       | Sjoukje Dijkstra       |
| 1956                 | Sjoukje Dijkstra     | Joan Haanappel       | Karin Borner           |
| 1957                 | Sjoukje Dijkstra     | Patricia Pauley      | Diana Clifton-Peach    |
| 1958                 | Sjoukje Dijkstra     | Carolyn Krau         | Diana Clifton-Peach    |
| 1959                 | Joan Haanappel       | Carolyn Krau         | Nicole Hassler         |
| 1960                 | Nicole Hassler       | Carolyn Krau         | Barbara Conniff        |
| 1961                 | Nicole Hassler       | Barbara Conniff      | Heather Moir           |
| 1962                 | Nicole Hassler       | Carol Noir           | Anne Lenton            |
| 1963                 | Sandra Brugnera      | Uschi Keszler        | Christine van de Putte |
| 1964                 | Zsuzsa Almássy       | Uschi Keszler        | Patricia Dodd          |
| 1965                 | Uschi Keszler        | Zsuzsa Almássy       | Beate Richter          |
| 1966                 | Zsuzsa Almássy       | Petra Ruhrmann       | Beatrix Schuba         |
| 1967                 | Zsuzsa Almássy       | Beatrix Schuba       | Patricia Dodd          |
| 1968                 | Elisabeth Nestler    | Patricia Dodd        | Eleonora Baricka       |
| 1969                 | Elisabeth Nestler    | Patricia Dodd        | Rita Trapanese         |
| 1970                 | Rita Trapanese       | Patricia Dodd        | Dawn Glab              |
| 1971                 | Christine Errath     | Cathy Lee Irwin      | Kazumi Yamashita       |
| 1972                 | Dorothy Hamill       | Karin Iten           | Jean Scott             |
| 1973                 | Dianne de Leeuw      | Maria McLean         | Karin Iten             |
| 1974                 | Marion Weber         | Isabel de Navarre    | Kath Malmberg          |
| 1975                 | Lynn Nightingale     | Barbie Smith         | Linda Fratianne        |
| 1976                 | Barbie Smith         | Susanna Driano       | Heather Kemkaran       |
| 1977                 | Priscilla Hill       | Kristiina Wegelius   | Denise Biellmann       |
| 1978                 | Susanna Driano       | Carrie Rugh          | Karena Richardson      |
| 1979                 | Alicia Risberg       | Carola Weißenberg    | Simone Grigorescu      |
| 1980                 | Karen Wood           | Janina Wirth         | Carola Paul            |

## Sources
- (en) « Remembering The Richmond Trophy », sur skateguard1.blogspot.com
- Trophée Richmond 1951 : (en) « Richmond International », sur Official Publication of U.S. Figure Skating
- Trophée Richmond 1952 : (en) « News from Around the World », sur Official Publication of U.S. Figure Skating
- Trophée Richmond 1953 : (en) « British News », sur Official Publication of U.S. Figure Skating
- Trophée Richmond 1954 : (en) « Richmond International », sur Official Publication of U.S. Figure Skating
- Trophée Richmond 1955 : (en) « Richmond Trophy », sur Official Publication of U.S. Figure Skating
- Trophée Richmond 1956 : (en) « Richmond Trophy », sur Official Publication of U.S. Figure Skating
- Trophée Richmond 1957 : (en) « Richmond Trophy », sur Official Publication of U.S. Figure Skating
- Trophée Richmond 1958 : (en) « The Richmond Trophy », sur Official Publication of U.S. Figure Skating
- Trophée Richmond 1959 : (en) « The Richmond Trophy », sur Official Publication of U.S. Figure Skating
- Trophée Richmond 1960 : (en) « The Richmond Trophy », sur Official Publication of U.S. Figure Skating
- Trophée Richmond 1961 : (en) « The Richmond Trophy », sur Official Publication of U.S. Figure Skating
- Trophée Richmond 1962 : (en) « THE RICHMOND TROPHY, 1962 », sur Official Publication of U.S. Figure Skating
- Trophée Richmond 1963 : (en) « THE RICHMOND TROPHY, 1963 », sur Official Publication of U.S. Figure Skating
- Trophée Richmond 1964 : (en) « FROM ABROAD, THE RICHMOND TROPHY », sur Official Publication of U.S. Figure Skating
- Trophée Richmond 1965 : (en) « from abroad,  THE RICHMOND TROPHY », sur Official Publication of U.S. Figure Skating
- Trophée Richmond 1966 : (en) « The RichMOND TROphy », sur Official Publication of U.S. Figure Skating
- Trophée Richmond 1967 : (en) « USFSA & CFSA DATA, RICHMOND TROPHY », sur Official Publication of U.S. Figure Skating
- Trophée Richmond 1968 : (en) « FROM ABROAD », sur Official Publication of U.S. Figure Skating
- Trophée Richmond 1969 : (en) « RICHMOND TROPHY », sur Official Publication of U.S. Figure Skating
- Trophée Richmond 1970 : (en) « RESULTS- RICHMOND TROPHY », sur Official Publication of U.S. Figure Skating
- Trophée Richmond 1971 : (en) « trophy triumphs », sur Official Publication of U.S. Figure Skating
- Trophée Richmond 1972 : (en) « Richmond Trophy », sur Official Publication of U.S. Figure Skating
- Trophée Richmond 1973 : (en) « Richmond Trophy », sur Official Publication of U.S. Figure Skating
- Trophée Richmond 1974 : (en) « Richmond Trophy », sur Official Publication of U.S. Figure Skating
- Trophée Richmond 1975 : (en) « International Roundup, RICHMOND TROPHY », sur Official Publication of U.S. Figure Skating
- Trophée Richmond 1976 : (en) « Ice Abroad, RICHMOND INTERNATIONAL TROPHY », sur Official Publication of U.S. Figure Skating
- Trophée Richmond 1977 : (en) « Ice Abroad, RICHMOND TROPHY LONDON, ENGLAND, NOVEMBER 6-7 1977, RESULTS », sur Official Publication of U.S. Figure Skating
- Trophée Richmond 1978 : (en) « Ice Abroad, Richmond Trophy Results », sur Official Publication of U.S. Figure Skating
- Trophée Richmond 1979 : (en) « ICE ABROAD, THE RICHMOND TROPHY, 1979 », sur Official Publication of U.S. Figure Skating
- Trophée Richmond 1980 : (en) « ICE ABROAD, THE RICHMOND TROPHY », sur Official Publication of U.S. Figure Skating